# Dvorichna
Dvorichna (en ucraniano: Дворічна; en ruso: Двуречная, romanizado: Dvurechnaya) es un pueblo ucraniano perteneciente al óblast de Járkov. Situado en el noreste del país, forma parte del raión de Kúpiansk y centro del municipio (hromada) homónimo.

## Geografía
Dvorichna se encuentra en la desembocadura del río Nishnia Dvorichna en el río Oskil, 25 km al norte de Kúpiansk y 138 km al noreste de Járkov.

## Historia
Dvorichna fue fundada en 1660 en la región histórica de Campos Salvajes (en la frontera geográfica e histórica entre Rusia y Ucrania) para proteger a la población de los ataques tártaros. En las primeras décadas de su existencia, el asentamiento desempeñó el papel de uno de los puestos fronterizos y luego pasó a ser un asentamiento militar. Dvorichna era un pueblo en la gobernación de Járkov del Imperio ruso.
En 1923, el pueblo se convirtió en el centro administrativo del distrito recién establecido y aquí se publica un periódico local desde julio de 1931.
El pueblo estuvo ocupado por tropas de la Wehrmacht en la Segunda Guerra Mundial desde el 24 de junio de 1942 hasta el 2 de febrero de 1943.
Dvorichna tiene el estatus de asentamiento de tipo urbano desde 1960.
Hasta el 18 de julio de 2020, Dvorichna fue el centro administrativo del raión de Dvorichna. El raión se abolió en julio de 2020 como parte de la reforma administrativa de Ucrania, que redujo el número de raiones del óblast de Járkov a siete. El área del raión de Dvorichna se fusionó con el raión de Kúpiansk.En 2023, Dvorichna perdió el estatus de asentamiento de tipo urbano debido a la eliminación de este estatus administrativo.
Durante la invasión rusa de Ucrania, Dvorichna fue escenario de combates durante más de un mes antes de ser ocupada por las fuerzas rusas el 14 de abril de 2022. El 11 de septiembre de 2022, el asentamiento volvió al control ucraniano durante una gran contraofensiva en el óblast de Járkov.

## Demografía
La evolución de la población de Dvorichna entre 1959 y 2022 fue la siguiente:
| 2762                                                          | 3135 | 4320 | 4807 | 4489 | 3812 | 3535 | 3290 |
| (Fuente: Cities & Towns of Ukraine y UKRAINE: Größere Städte) |      |      |      |      |      |      |      |

## Infraestructura

### Transporte
La autopista P79 pasa por el pueblo y la estación de tren de Dvorichna se encuentra a 4 km, situado en la línea Kúpiansk-Valuiki. 